# Fred Zinnemann
Fred Zinnemann est un réalisateur et producteur autrichien, né le 29 avril 1907 à Rzeszów (Pologne, alors en Autriche-Hongrie) et mort le 14 mars 1997 à Londres (Royaume-Uni).

## Biographie
Alfred Zinnemann naît en 1907 à Rzeszów,,,, en Galicie alors dans l'ancien Empire austro-hongrois, en Pologne après 1918. Il est le fils d'Oscar Zinnemann et d'Anna Feivel Zinnemann de confession juive. La famille déménage à Vienne lorsqu’il a 10 ans, vers la fin de la Première Guerre mondiale. Après avoir suivi des études de droit et de violon, il part étudier le métier d'opérateur à Paris. Il est élève de l'École de la rue de Vaugirard (devenue aujourd'hui l'École nationale Louis-Lumière), dans la promotion « cinéma » de 1929, puis à Berlin.
Devenu assistant cameraman, puis assistant réalisateur, il quitte l'Allemagne et part pour Hollywood en 1929. Il travaille d'abord pour Leo McCarey, Sydney Franklin et Henry Hathaway avant de réaliser pour la Metro-Goldwyn-Mayer plusieurs courts-métrages.
En 1937, il réalise son premier film long-métrage au Mexique : Les Révoltés d'Alvarado.

Zinnemann a obtenu l'Oscar du meilleur réalisateur à deux reprises : en 1954 pour Tant qu'il y aura des hommes (From Here to Eternity), drame se déroulant à Hawaï juste avant les événements de Pearl Harbor puis en 1967 pour Un homme pour l'éternité (A Man for All Seasons), biographie filmée de Thomas More. Ces deux œuvres ont par ailleurs reçu l'Oscar du meilleur film.
Il réalise en 1952 ce qui est considéré désormais comme un chef-d'œuvre du western : Le train sifflera trois fois (High Noon),, avec Gary Cooper et Grace Kelly. Le réalisateur calque la durée du récit sur celle du film (l'action se déroule sur 85 minutes) et illustre la solitude du héros par un jeu d'ombres saturées et des cadrages étroits.
Il arrête sa carrière cinématographique après le tournage de Cinq Jours, ce printemps-là.
Son cinéma traite des révoltes intimes et politiques, des valeurs héroïques et du refus des compromis. Il se veut une réflexion sur la dignité humaine.
Il est le père du producteur et acteur de cinéma Tim Zinnemann,.
Il meurt le 14 mars 1997 à Londres, des suites d'un infarctus.

## Filmographie
- 1930 : Les Hommes le dimanche (Menschen am Sonntag) de Robert Siodmak et Edgar Georg Ulmer  (assistant-réalisateur et coscénariste)
- 1936 : Les Révoltés d'Alvarado (Redes) coréalisé avec Emilio Gómez Muriel
- 1938 : Tracking the Sleeping Death (court métrage)
- 1938 : They Live Again (court métrage)
- 1938 : That Mothers Might Live (court métrage)
- 1938 : A Friend in Need (court métrage)
- 1938 : The Story of Doctor Carver (court métrage)
- 1939 : Weather Wizards (court métrage)
- 1939 : While America Sleeps (court métrage)
- 1939 : Help Wanted (court métrage)
- 1939 : One Against the World (court métrage)
- 1939 : The Ash Can Fleet (court métrage)
- 1939 : Forgotten Victory (court métrage)
- 1940 : Stuffie (court métrage)
- 1940 : The Old South (court métrage)
- 1940 : The Great Meddler (court métrage)
- 1940 : A Way in the Wilderness (court métrage)
- 1941 : Forbidden Passage (court métrage)
- 1941 : Your Last Act (court métrage)
- 1942 : The Lady or the Tiger? (court métrage)
- 1942 : L'Assassin au gant de velours (Kid Glove Killer)
- 1942 : Les Yeux dans les ténèbres (Eyes in the Night)
- 1944 : La Septième Croix (The Seventh Cross)
- 1946 : Little Mister Jim
- 1947 : My Brother Talks to Horses
- 1948 : Les Anges marqués (The Search)
- 1948 : Acte de violence (Act of Violence)
- 1950 : C'étaient des hommes (The Men)
- 1951 : Benjy (court métrage)
- 1951 : Teresa
- 1952 : Le train sifflera trois fois (High Noon)
- 1952 : L'Invitée à la noce (The Member of the Wedding)
- 1953 : Tant qu'il y aura des hommes (From Here to Eternity)
- 1955 : Oklahoma !
- 1957 : Une poignée de neige (A Hatful of Rain)
- 1959 : Au risque de se perdre (The Nun's Story)
- 1960 : Horizons sans frontières (The Sundowners)
- 1964 : Et vint le jour de la vengeance (Behold a Pale Horse)
- 1966 : Un homme pour l'éternité (A Man for All Seasons)
- 1973 : Chacal (The Day of the Jackal)
- 1977 : Julia
- 1982 : Cinq Jours, ce printemps-là (Five Days One Summer)

## Distinctions
- Oscars 1939 : Oscar du meilleur court métrage en prises de vues réelles pour That Mothers Might Live
- Oscars 1952 : Oscar du meilleur court métrage documentaire pour Benjy
- Oscars 1954 : Oscar du meilleur film et du meilleur réalisateur pour Tant qu'il y aura des hommes (From Here to Eternity)
- Oscars 1967 : Oscar du meilleur film et du meilleur réalisateur pour Un homme pour l'éternité (A Man for All Seasons)